# Michał Kulesza (prawnik)

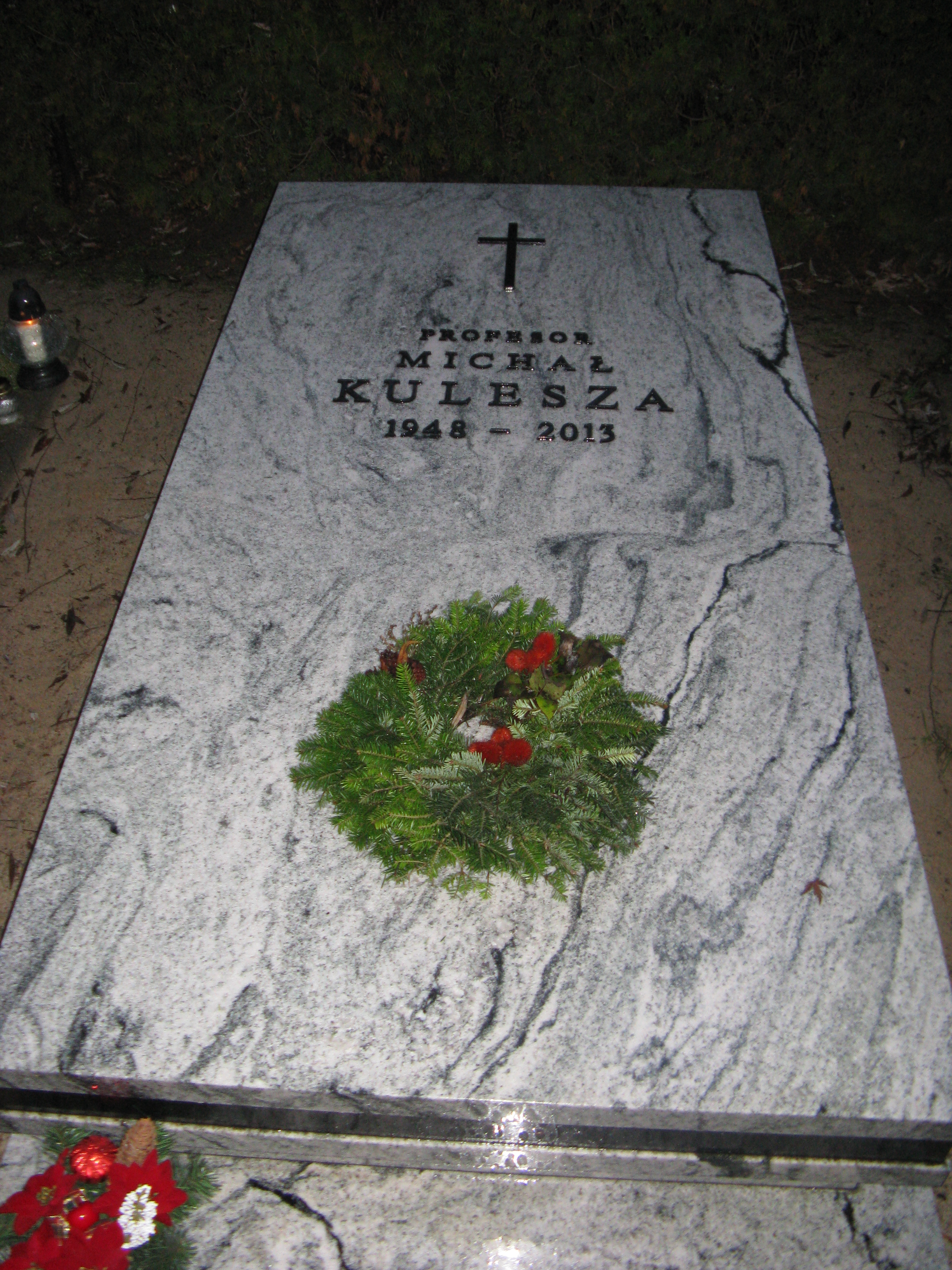
Grób Michała Kuleszy na cmentarzu Wojskowym na Powązkach w Warszawie

Michał Tadeusz Kulesza (ur. 15 czerwca 1948 w Łodzi, zm. 13 stycznia 2013 w Warszawie) – polski prawnik, radca prawny, doktor habilitowany nauk prawnych, profesor nadzwyczajny Uniwersytetu Warszawskiego, teoretyk administracji, specjalista z zakresu samorządu terytorialnego, doradca społeczny prezydenta RP ds. samorządu.

## Życiorys
Syn Jana i Danuty. W młodości był harcerzem i instruktorem 1 Warszawskiej Drużyny Harcerskiej im. Romualda Traugutta „Czarna Jedynka”. W 1965 ukończył VI Liceum Ogólnokształcące im. Tadeusza Reytana w Warszawie, a w 1969 studia na Wydziale Prawa i Administracji Uniwersytetu Warszawskiego. Od tegoż roku pracował na tej uczelni. Uzyskał stopnie naukowe doktora i doktora habilitowanego nauk prawnych, został profesorem nadzwyczajnym UW. Kierował Zakładem Nauki Administracji na WPiA UW. Posiadał uprawnienia radcy prawnego, prowadził własną kancelarię i współpracował z innymi kancelariami (Domański Zakrzewski Palinka oraz Baker & McKenzie Gruszczyński i Wspólnicy). Pod jego kierunkiem stopnień naukowy doktora otrzymał Piotr Radziewicz.
Od lat 80. uczestniczył w badaniach nad odbudową samorządu terytorialnego. Należał do współzałożycieli Fundacji Rozwoju Demokracji Lokalnej, był jednym z twórców reform samorządu terytorialnego z 1990 i 1998. W 1989 wchodził w skład zespołu do spraw samorządu podczas rozmów Okrągłego Stołu. Uczestniczył w pracach nad reformą samorządową jako pełnomocnik rządu ds. reformy samorządu terytorialnego (w randze podsekretarza stanu w Urzędzie Rady Ministrów). W latach 1997–1999 pełnił funkcję sekretarza stanu w Kancelarii Prezesa Rady Ministrów w rządzie Jerzego Buzka. Działał w Ruchu Stu. W 2004 był wśród założycieli Partii Centrum.
W latach 2004–2013 zasiadał w Radzie Konsultacyjnej Centrum Monitoringu Wolności Prasy Stowarzyszenia Dziennikarzy Polskich, w której pełnił funkcję wiceprzewodniczącego. Był redaktorem naczelnym miesięcznika „Samorząd Terytorialny”. W 2008 został społecznym doradcą ministra spraw wewnętrznych i administracji w rządzie Donalda Tuska. Został członkiem komitetu poparcia Bronisława Komorowskiego przed przyspieszonymi wyborami prezydenckimi w 2010. W tym samym roku został powołany na stanowisko doradcy społecznego prezydenta Bronisława Komorowskiego ds. samorządu.
Zmarł 13 stycznia 2013 w Warszawie. Pogrzeb odbył się 21 stycznia, pochowany został na cmentarzu Wojskowym na Powązkach (kwatera FIV-tuje-3).
Z inicjatywy jego żony Ewy redakcja „Rzeczpospolitej” ustanowiła nagrodę „Fundament Rzeczpospolitej im. Michała Kuleszy”.

## Odznaczenia, wyróżnienia i upamiętnienie
W 2009, za wybitne zasługi na rzecz samorządu terytorialnego i administracji publicznej, za osiągnięcia w pracy naukowej, został odznaczony Krzyżem Kawalerskim Orderu Odrodzenia Polski. W 2010, za wybitne zasługi w działalności na rzecz rozwoju demokracji lokalnej, za osiągnięcia w pracy naukowej i publicznej, otrzymał Krzyż Komandorski tego orderu. W 2015 został pośmiertnie odznaczony Odznaką Honorową za Zasługi dla Samorządu Terytorialnego.
W 2011 wyróżniony złotą odznaką Podkarpackiego Stowarzyszenia Samorządów Terytorialnych. 30 maja 2009 otrzymał tytuł honorowego obywatelstwa Brzozowa.
W 2023 jego imieniem nazwano aleję w parku Tadeusza Mazowieckiego w Warszawie.

## Wybrane publikacje
- Administracja publiczna. Zagadnienia ogólne (z Hubertem Izbebskim), 1998.
- Administracyjnoprawne uwarunkowania polityki przestrzennej, 1987.
- Aspekty prawne zagospodarowania przestrzennego aglomeracji warszawskiej, 1981.
- Efektywność prawa i administracji w zakresie ochrony przyrody i środowiska, 1987.
- Harmonizacja prawa polskiego w latach 2000–2001 w zakresie przepisów regulujących działanie samorządu (współautor), 2001.
- Konkurencja a regulacja w działalności komunalnej. Kierunki zmian w prawie i orzecznictwie polskim (współautor), 1995.
- Polityka regionalna Unii Europejskiej a instrumenty wspierania rozwoju regionalnego w Polsce (współautor), 2000.
- Prawne problemy funkcjonowania miejskiej strefy usług publicznych, 1997.
- Regulacja rynku telekomunikacyjnego. Stwierdzenie znaczącej pozycji rynkowej operatorów (współredaktor), 2007.
- Społeczny projekt ustawy o ochronie przyrody (1980–1983), 1987.
- Ustawa o gospodarce komunalnej. Komentarz (z Cezarym Banasińskim), 2002.
- Wiedza o społeczeństwie. Wychowanie obywatelskie. Podręcznik (współautor), od 2004.